# 五月女舞香
五月女 舞香（さおとめ まいか、11月26日 - ）は、日本のフリーアナウンサー。アリゲーター所属。

## 来歴
東京都出身。聖心女子大学卒業。
2012年4月、富士重工業 (SUBARU) の本社ショールームやイベントでの宣伝業務に携わる「スバルスターズ」のメンバーに選出され、2016年3月まで活動を続けた。
スバルスターズでの活動を終えた後、2016年4月から2022年9月まで青森テレビ (ATV) のアナウンサーを務めていた。
退社後、2022年11月1日付でアリゲーターに所属。以後は司会業とアナウンスを主とした活動を展開している。

## 担当番組
- わっち!!（青森テレビ） - 月曜・火曜・水曜MC[1]
- 堀潤モーニングFLAG（TOKYO MX） - リポーター[2]